# Leccionario 206
El Leccionario 206, designado por la sigla ℓ 206 (en la numeración Gregory-Aland), es un manuscrito griego del Nuevo Testamento. Paleográficamente ha sido asignado al siglo XI.

## Descripción
El códice contiene enseñanzas de los evangelios de Juan, Mateo y Lucas, en 255 hojas de pergamino (30,8 cm por 23 cm). El texto está escrito en letra minúscula, en dos columnas por página, 14 líneas por página, 7 cartas en hilera con letras grandes y en negrita.

## Historia
Frederick Henry Ambrose Scrivener y Caspar René Gregory datan el manuscrito del siglo XI, el Instituto de Investigación Textual del Nuevo Testamento lo relaciona también con el siglo XI. Se añadió a la lista de los manuscritos del Nuevo Testamento por Scrivener (número 213). Gregory lo vio en 1883. El manuscrito no se cita en las ediciones del Nuevo Testamento griego (UBS3). Actualmente, el códice se encuentra en la Biblioteca Bodleiana, en Oxford, Inglaterra.